# Expliseat
 (septembre 2020).
Pour l’article ayant un titre homophone, voir Explicite.
Expliseat est une société française basée à Paris, qui conçoit des sièges d'avions.

## Histoire
Fondée en 2011 par Benjamin Saada, Jean-Charles Samuelian (également cofondateur d'Alan) et Vincent Tejedor, la société a acquis sa notoriété par la conception d'un siège d'avion ultra-léger, le TiSeat, fait de Titane et de fibres de carbone composites renforcées. La société a été enregistrée comme organisme de conception par l'AESA en 2013. 
A ses débuts, la société n'a pas en son sein d'activité industrielle. Elle conçoit ses produits et définit les méthodes de fabrication, puis s'appuie sur une dizaine de sous-traitants français pour cette fabrication. L'assemblage final est réalisé par un équipementier toulousain.
En mars 2014, le TiSeat, le siège a été approuvé par l'AESA, et en juillet 2014 par la FAA, devenant le premier siège à avoir été certifié en composite, avec seulement 4 kg (8.8 lbs), alors qu'usuellement, ce type de siège pèse autour de 10-11 kg. Ce siège a passé une nouvelle étape de la certification en juillet 2015. La société a déposé 53 brevets internationaux pour protéger sa conception.
En 2015, Expliseat élargit sa gamme de produits aux avions régionaux, en 2016, ATR et Expliseat ont signé un accord d'équipement fourni par l'acheteur (BFE) pour la fourniture du siège en titane d'Expliseat avec Air Tahiti en tant que client de lancement. Le siège plus léger aide les opérateurs ATR à réduire la consommation de carburant tout en permettant le transport de plus de passagers et de fret à bord, il a été sélectionné par plusieurs opérateurs, y compris de grandes compagnies aériennes comme Cebu Pacific aux Philippines.
En 2017, lors du salon du Bourget, Dassault Aviation a choisi Expliseat pour équiper les sièges de son avion multi-rôle Falcon. En optant pour le siège TiSeat E1 et son poids deux fois moins élevé que les sièges traditionnels, Dassault permettra à son avion Falcon d'améliorer l'autonomie de 370 km soit 25 minutes.
En 2018, Expliseat a développé un nouveau modèle de siège, le TiSeat E2. Alors que TiSeat E1 était destiné exclusivement aux opérateurs régionaux, le TiSeat E2 vise les routes moyen-courrier des compagnies aériennes traditionnelles, ainsi que les besoins des transporteurs à bas prix ou régionaux sur les segments court-courrier. TiSeat E2 a été sélectionné par SpiceJet sur 10 Boeing 737 Next Gen et 25 nouveaux avions Bombardier Q400 en avril 2018.
En 2019, après que Longview Aviation Capital Corp. a accepté d’acquérir le programme Dash 8 de Bombardier Inc, De Havilland Canada annonce les sièges ultra-légers d’Expliseat en option pour l’avion Dash 8-400. La même année, Expliseat a également lancé le processus de qualification des fournisseurs d'Airbus pour le TiSeat E2 visant à devenir un fournisseur de linefit sur le marché des monocouloirs dans les deux prochaines années.

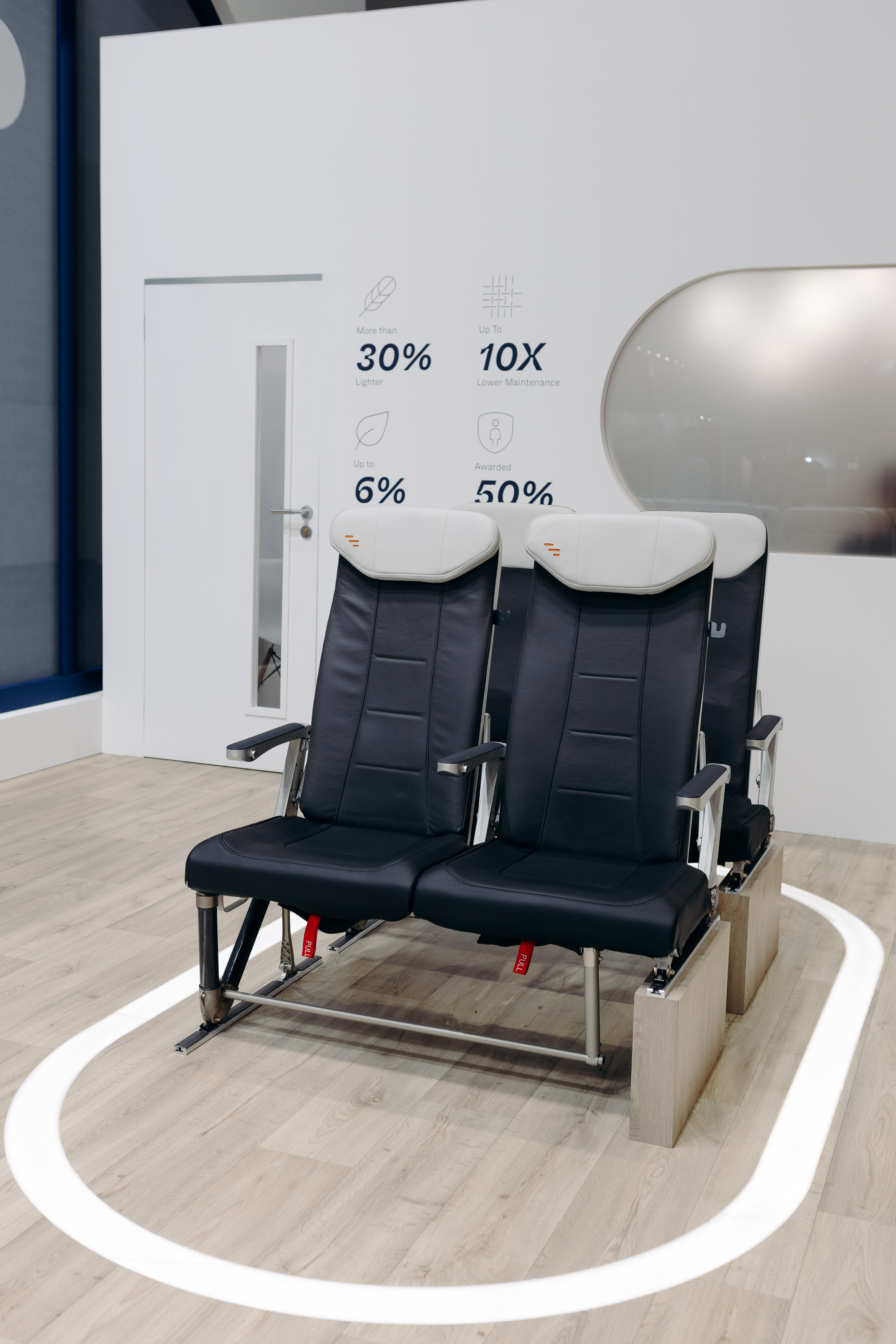
Siège TiSeat 2 X - Aircraft Interiors Expo 2025

En 2020, Nolinor Aviation du Canada a choisi le TiSeat E2 d’Expliseat sur sa flotte de Boeing 737-400. Des sièges seront installés sur la nouvelle compagnie aérienne OWG de Nolinor. 40% plus légers, Prud’homme, le PDG de Nolinor, a déclaré que les nouveaux sièges permettront aux avions OWG de transporter plus de charge utile qu’un 737-800.
Depuis 2020, Expliseat est membre du World Alliance for Efficient Solutions. C’est une organisation à but non lucratif créée par la Fondation Solar Impulse. Lancé à l'occasion de la Conférence de Bonn sur le climat en novembre 2017, il rassemble les principaux acteurs du domaine des technologies propres.
En 2021, le siège TiSeat E2 d’Expliseat entre au catalogue BFE (Buyer Furnished Equipment) des produits de l’A320 d’Airbus. Il est le modèle le plus léger de sa catégorie.
En 2023, Expliseat annonce l'implantation de sa première usine à Avrillé.
En juin 2025, l'entreprise réalise une levée de fonds de 36 millions d'euros.

## Positionnement sur le marché

### Concurrence
Un programme mené par Airbus a essayé de développer un siège de passagers pour avion en matériau composite, sans succès, entre 1998 et 2002.
Zodiac Aerospace, leader mondial dans le siège d'avion, a dévoilé en 2014 un siège composite complet au-dessous du seuil de 4 kg (8.8 lbs), conçu en partenariat avec Hexcel. Ce siège n'a pas encore été certifié.

### Clients
En 2017, Expliseat annonce avoir vendu plus de 50 cabines à l'export
| Zone             | Clients                                                                         |
| ---------------- | ------------------------------------------------------------------------------- |
| Europe / Afrique | Air Méditerranée, Fly CAA, ATR, Airbus, Dassault Aviation                       |
| Amériques        | United Express, Air North, Calm Air, La Costena, Nolinor Aviation, De Havilland |
| Asie / Pacifique | SpiceJet , Cebu Pacific , Flyme, Air Calédonie, Air Tahiti                      |

## Performances
Très léger, le TiSeat aide les compagnies aériennes à réduire le poids des avions pour une efficacité de transport optimale avec des performances de l'avion améliorées, plus de passagers, plus de fret ou moins de carburant et moins de CO2.
Pour Nolinor, sur un Boeing 737-400, cela signifie une réduction du poids de chaque avion de 1,1 tonne pour améliorer leurs opérations tout en diminuant leurs émissions de CO2.

## Prix et reconnaissances
- JEC Innovation Award, 2014[23]
- Titanium Application Development Award, 2014[24]
- BFM "Grand Prix" Sustainable Business, 2014[25]
- Observeur du Design, Étoile, 2015[26]
- Montgolfier Price, 2015[27]
- Prix INPI, 2017[28]